# Tubular Bells 2003
Tubular Bells 2003 es un álbum de Mike Oldfield lanzado en 2003. Es una completa regrabación del álbum original de 1973, Tubular Bells.

## Antecedentes
Oldfield nunca había estado del todo contento con la grabación original ya que solo había tenido unas pocas semanas para grabarlo y la tecnología de por entonces no le ofrecía lo que él necesitaba. Como consecuencia, no se pudieron arreglar algunos errores y algunos instrumentos no estaban en el tono adecuado en la grabación de 1973. Debido a razones contractuales, no se pudo hacer ninguna otra grabación hasta 25 años después. El lanzamiento de Tubular Bells 2003 coincidió con el 50.º cumpleaños de Oldfield y el 30.º aniversario del lanzamiento de la versión original.
Para continuar siendo fiel al álbum original, Oldfield se hizo con una copia del original de 16 pistas gracias a Richard Barrie de Air Studios: estos se grabaron en formato "Digidesign Protools". Sin embargo, faltaban algunas partes, como por ejemplo secciones de "Finale", de "Caveman" y "The Sailor Hornpipe". Las versiones originales se llevaron Logic Pro, donde Oldfield usó MIDI para crear un "mapa" del tiempo y del compás, ya que había secciones que no estaban dentro del tiempo. Se puso un teclado MIDI a modo de guía al principio. De este modo, lo primero que se grabó fue el Glockenspiel de la "Introducción" de la "Parte Uno" y la parte vocal de "Caveman".
El álbum se lanzó en tres versiones, en un CD-ROM en Europa y Norteamérica respectivamente y un audio en DVD. Las protecciones de copia provocaron quejas en cuanto a dificultades en playbacks e incluso daños en los lectores de CD-ROM y DVD.
Debido al extensivo uso de tecnología digital, Tubular Bells 2003 tuvo un sonido mejor sintetizado y brillante que el original. Debido al deceso de Vivian Stanshall, el maestro de ceremonias en la versión de 1973, Oldfield contrató a John Cleese para que introdujera los instrumentos en "Finale".
En el interior del disco hay una advertencia bastante curiosa que reza: "Esta grabación no se puede escuchar todavía en viejos reproductores independientemente de con qué hayan sido arreglados. Si Vd. está en posesión de uno de esos equipos llevelo, por favor, a la comisaría de policía más cercana." Esta advertencia hace referencia a una que existía en la versión original con la diferencia de que no existía la palabra "todavía".
Se publicó un video y un sencillo de promoción grabado en España para un remix del tema "Introduction", titulado "Introduction 2003". El segundo anuncio se dio en el juego de realidad virtual de MusicVR, Maestro, ya que usó varios extractos de Tubular Bells 2003.

## Personal
- Mike Oldfield: Guitarras acústicas y eléctricas, acordeones, pianos Steinway & Sons, farfisas, órgano Lowrey y Hammond, sintetizadores, Glockenspiel, timbales, panderetas, triángulos y Campanas tubulares. También se encarga de la producción y programación.

- John Cleese: Maestro de ceremonias.

- Sally Oldfield: Coros.

## Lista de canciones
CD
Primera Parte
"Introduction" – 5:52
"Fast Guitars" – 1:04
"Basses" – 0:46
"Latin" – 2:18
"A Minor Tune" – 1:21
"Blues" – 2:40
"Thrash" – 0:44
"Jazz" – 0:48
"Ghost Bells" – 0:30
"Russian" – 0:44
"Finale" – 8:32 (featuring John Cleese)

Segunda Parte
"Harmonics" – 5:12
"Peace" – 3:30
"Bagpipe Guitars" – 3:08
"Caveman" – 4:33
"Ambient Guitars" – 5:10
"The Sailor's Hornpipe" – 1:46 (arreglo tradicional)
Bonus DVD
Disk 2 – Total Time 11:22
"Introduction" – 5:51
"Fast Guitars" – 1:04
"Basses" – 0:46
"Introduction 2003" 'The video' – 3:41

DVD-Audio bonus material
Los audio en DVD muestran los videos que Oldfield grabó en su piso en 1971 y otros dos extractos de otros DVD que Oldfield publicó.
Demos
"Tubular Bells Long" – 22:57
"Caveman Lead-In" – 2:46
"Caveman" – 5:05
"Peace Demo A" – 7:00
"Peace Demo B" – 4:18
Extractos de directos
"Sentinel" de Tubular Bells II - Live at Edinburgh Castle 1992 – 8:06
"Far Above the Clouds" de Tubular Bells III - Live at Horseguards Parade, London 1998 – 4:40

## Equipo
Hardware
Mesa de mezclas
- AMS Neve Capricorn (V2.85.003 & V2.91.007)

Ordenadores
- Ordenadores Apple Macintosh
  - G4 466Mhz OS9.1, 1Gb Ram - Logic Audio Platinum 4.8.1 and Protools
  - G4 1000Mhz OS9.2 - Logic 5.3.0 and Protools 5.3.1
  - Powerbook 5300
- Pro Tools Mix Plus card X2
- 4 Protools 24-bit 888s
- Motu (Mark of the Unicorn) 828

Complementos
- Amplificador Farm
- Focusrite EQ and Compression

Efectos exteriores
- TC Electronics M5000
- Eventide DSP 4000
- Lexicon 300
- Yamaha SPX 1000
- UREI 1176 & 1178
- Belcaman C-102
- 5 NEVE 1073 Mic Amps and EQ
- Manor Module (Mic Amp, EQ and Compressor from the original Manor console)

Micrófonos
- B&K 4011
- Bruel & Kjaer 4040 (Serial no. 001)
- AKG C12
- Shure 57
- Neuman U67
- Neuman M249
- Beyer Dynamic M160
- BSS DI Box

### Instrumentos
Guitarras eléctricas
- Fender Telecaster 1965
- Fender Stratocaster 1963 (anotada como de 1965) (Pink)
- PRS McCarty Semi-Acoustic
- PRS Signature (through Roland GP8)
- PRS Signature (through Roland VG8)
- WAL Bass
- Fender Twin Reverb Amplifier
- Mesa Boogie Amplifier

Guitarras acústicas
- Ramirez Class 1A Flamenco 1974
- Ramirez Class 1A Flamenco 1975
- Martin Steel String Acoustic
- Taylor K22 Acoustic Guitar 1985
- Ovation Adamas
- Mandolina MJV

Pianos y órganos
- Steinway&Sons 8ft 1920s, frame rebuilt
- Steinway 6ft 1920s Model L
- Órgano Lowery
- Farfisa
- Acordeón

Teclados
- Roland JV880
- Roland XP50
- Roland JV2080
- Roland JD990
- Nord Lead
- Korg Trinity
- Boss Dr. Rhythm
- Akai S6000

Soft synths
- Emagic EXS24
- Emagic ES1
- Emagic EVP88
- Native Instruments Pro-52

Percusión
- Glockenspiel
- Aro de sonajas
- Triángulo
- Platillos
- Timbales
- Campanas
- Sound Samples Archivado el 10 de agosto de 2016 en Wayback Machine.

- Datos: Q367140